# Dennis A. Smyth House
Das Dennis A. Smyth House ist ein Baudenkmal in Ogden, Weber County, Utah.
Das Haus wurde um 1889 für den Geschäftsmann Ephraim H. Nye erbaut und vom lokalen Architekten S.T. Whitaker entworfen. Im Jahr 1898 erwarb der irischamerikanische Hotelinhaber und Bankdirektor, Dennis A. Smyth, das Gebäude, bezog es aber erst 12 Jahre später mit seiner Frau. Zu den Besuchern seines Hauses gehörten William Howard Taft und der irische Politiker Éamon de Valera. 1942, drei Jahre nach dem Tod des Ehepaares Smyth, gelangte das Dennis A. Smyth House in den Besitz des Bischofs von Salt Lake City. Es diente von 1948 bis 1967 als Konvent für einen Schwesternorden. Danach wurde es von Fred J. Hunger erworben und dient seitdem profanen Zwecken.
Das Dennis A. Smyth House wurde am 11. Februar 1982 in das National Register of Historic Places aufgenommen. Es gilt als eines der gelungensten Beispiele für den Eklektizismus der Viktorianischen Architektur im gesamten Bundesstaat.